# Dwayne Thomas
Dwayne Thomas (Salisbury, 22 de abril de 1984) es un futbolista estadounidense que juega en la Selección de fútbol de las Islas Vírgenes Estadounidenses. Se desempeña como volante y su equipo actual es el Ottawa Fury FC de la USL PRO la Cuarta División Estadounidense.

## Trayectoria
Dwayne Thomas empezó su carrera como profesional a los 25 años, jugando para el Helenites, un equipo de las ligas regionales de su país natal. 

## Selección nacional
Debutó el 18 de febrero de 2004 en la derrota de las Islas Vírgenes Estadounidenses 0-4 con San Cristóbal y Nieves en la eliminatoria para Alemania 2006 y su único gol lo anotó el 10 de julio de 2011 en la victoria de su país 2-1 ante el seleccionado de las Islas Vírgenes Británicas.
Con 9 partidos es uno de los jugadores con más encuentros jugados para el seleccionado de su país.